# ألفرد ناش باترسون
ألفرد ناش باترسون (بالإنجليزية: Alfred Nash Patterson)‏ هو موزع أمريكي، ولد في 1914، وتوفي في 1979.